# Искрульев, Крста
Крста Искрульев (венг. Iszkruljev Krszta, серб. Крста Искруљев, Krsta Iskruljev; 1881, Нерви — апрель 1914, Будапешт) — деятель венгерского анархо-синдикалистского движения сербского происхождения.

## Биография
По профессии — учитель в будапештской гимназии. В 1890-х годах вступил в Социал-демократическую партию Венгрии.
Сторонник классовой борьбы в противовес реформистской линии руководства партии, Искрульев с 1907 года принимал участие в работе анархистов вокруг газеты «Társadalmi Forradalom» («Социальная революция»). В 1909 году возглавлял агитационный комитет сербских социал-демократов в Воеводине. Был главным идеологом стоявшей на антимилитаристских и интернационалистских позициях анархо-синдикалистской группы рабочих, куда входили Игнац Белиер, Антал Мошойго, Шандор Ханес и Дежё Вейг.
Тесно сотрудничал с Эрвином Сабо, также революционным социалистом, перешедшим на синдикалистские позиции. В 1910 году совместно с ним выступил с изданием «Szindikalizmus». За участие в организации анархо-синдикалистского движения был исключён из Социал-демократической партии.